# Phania
Phania es un género de fanerógamas perteneciente a la familia de las asteráceas. Comprende 9 especies descritas y de estas, solo 5 aceptadas. Es originario de Sudamérica.

## Taxonomía
El género fue descrito por Augustin Pyrame de Candolle y publicado en Prodromus Systematis Naturalis Regni Vegetabilis 5: 114. 1836. La especie tipo es: Phania multicaulis DC.	

## Especies aceptadas
A continuación se brinda un listado de las especies del género Phania aceptadas hasta junio de 2012, ordenadas alfabéticamente. Para cada una se indica el nombre binomial seguido del autor, abreviado según las convenciones y usos.
- Phania cajalbanica Borhidi & O.Muñiz
- Phania domingensis (Spreng.) Griseb.
- Phania matricarioides (Spreng.) Griseb.
- Phania multicaulis DC.
- Phania trinervia DC.